# 曹其镛
曹其镛（1939年—），香港著名企业家、社会活动家、慈善家。

## 简历
祖籍浙江省宁波市鄞县下应（今属鄞州区）。“毛纺大王”曹光彪长子，曹其真之兄。夫人曹罗碧珍。1956年毕业于上海市南洋模范中学。留学日本，获得东京大学机械工程学士学位。自1996年起，担任香港永新企业有限公司副董事长。除实业外，曹其镛还立志于中国教育文化事业和提升中日邦交。

## 社会兼职
- 中国侨商投资企业协会，副会长[1]
- 上海交通大学，校董[3]
- 复旦大学，校董
- 浙江省第十一届政协，常委
- 浙江省侨商投资企业协会，会长
- 全国政协，委员

## 慈善事迹
- 2012年1月17日：捐赠历代漆器160余件予浙江博物馆。因藏品历史研究价值很高，极大丰富了博物馆馆藏，填补了中国宋元明漆器的空白。[4][5]
- 总捐资1亿元，在清华大学、北京大学、复旦大学、浙江大学和上海交通大学建立“中日青年交流中心”，提升中日青年友谊。[6]
- 捐资百万在宁波大学成立“曹光彪学生科研奖励基金”。

## 荣誉

### 外国勋章奖章
- 旭日中绶章（日本，2014年11月3日公布[7]）

### 其他
- 中华慈善“最具爱心捐赠个人”奖。
- 获得2011年度风云浙商终生成就奖。
- 2012年：获得“浙江省爱乡楷模”荣誉称号。
- 2015年，杭州市荣誉市民[8]。
- 2015年，浙江大学名誉博士学位[9]。